# Rannamaari
Rannamari war nach der Legende ein Seeungeheuer aus der maledivischen Folklore, welches zahllose junge Frauen vergewaltigt und ermordet haben soll. Populären Versionen der Geschichte zufolge führte ein maghrebinischer Kaufmann namens Al-Barbari ein Ritual durch, nachdem er die Oberen davon überzeugt hatte, ihn den Platz der Mädchen einnehmen zu lassen, die dem Monster geopfert werden sollten, um sie und die Inselbewohner zu retten. Er rezitierte in Anwesenheit des Rannamaari den Koran. Rannamaari schrumpfte und Al-Barbari sperrte es in einer Flasche ein und warf diese ins Meer, wo sie bis heute liegt. Der Vorfall führte dazu, dass die Inselbewohner zum Islam konvertierten. Die Geschichte ist eine der beliebtesten Legenden auf den Malediven und wird bis zum heutigen Tag regelmäßig von Einheimischen und den nationalen Medien verbreitet.

## Beschreibung
Mehreren lokalen Berichten zufolge wird Rannamaari als ein mit Lampen gefülltes Schiff beschrieben. Andere Versionen berichten, dass Rannamaari größer als Palmen war, eine pechschwarze Farbe hatte und Arme, die bis zu den Zehen reichten.

## Legende
Es gibt mehrere Versionen der Geschichte von Rannamaari, aber zu den beiden bekanntesten gehören die traditionelle Version, die von vielen Einheimischen und der maledivischen Regierung geteilt wird, und die andere Version, die von dem reisenden Berber Ibn Battuta aus dem 14. Jahrhundert erzählt wurde,
Beide Versionen sind sehr ähnlich und unterscheiden sich in einigen Details.
Die Geschichte von Rannamarri gilt als einflussreiche Erzählung der Islamisierung und hat die maledivische Sicht auf ihre Geschichte, Kultur und Religion geprägt. Die Geschichte wird regelmäßig in Schulen, Theaterstücken, Touristenbroschüren sowie in lokalen und nationalen Medien nacherzählt.

### Inhalt
Rannamaari war ein Meeresdämon, der die Menschen auf den Malediven seit undenklichen Zeiten heimsuchte. Jeden Monat musste dem Dämon eine Jungfrau geopfert werden, sonst bekamen die Menschen der Malediven seinen Zorn zu spüren. Der König oder seine Berater wählten aus den Einwohnern ein Mädchen aus, kleideten es an und hielten es anschließend in der ersten Nacht des Monats allein in einem abgelegenen buddhistischen Tempel an der Ostküste von Malé gefangen. Im Morgengrauen kehrte die Familie des Mädchens zum Tempel zurück und fand das Mädchen tot und ihren Körper geschändet vor. Die Malediver waren über die ständigen Opfer sehr bestürzt, bis ein muslimischer Reisender aus dem Maghreb namens Abu’l-Barakat al-Barbari vorschlug, ihn anstelle eines Mädchens in den Tempel zu schicken, um dort Verse aus dem Koran zu lesen. Nachdem der Reisende im Tempel den Koran rezitiert hatte, verschwand der Dämon und wurde nie wieder gesehen. Der König konvertierte daraufhin zum Islam und der Legende nach konvertierten auch die Inselbewohner bald darauf.
Abu’l-Barakat al-Barbari soll im Medhu Ziyaaraiy bestattet sein.

## Analyse
Laut dem Archäologen Egil Mikkelsen könnte die Legende von buddhistischen tantrischen Ritualen und Glaubensvorstellungen inspiriert sein, die damals wahrscheinlich auf den Inseln praktiziert wurden. Zu diesen Ritualen gehörten tantrischer Sex (physisch oder metaphorisch) als Mittel zur Erleuchtung und der Glaube an dämonische Geister, bei dem die Praktizierenden besessen wurden und aus spirituellen Gründen aggressives Verhalten zeigten. Tantrische Texte wie das Hevajra sprechen von gewalttätiger Symbolik: „Du sollst Lebewesen töten, Lügen sprechen, nehmen, was dir nicht gegeben wurde, mit den Frauen anderer verkehren.“ Solche Texte wurden in Ritualen verwendet, und Teile davon wurden meist literarisch oder bildlich verstanden. Der Tempel, in dem die Frauen zur Opferung zurückgelassen wurden, könnte ein tantrisch-buddhistisches Zentrum für solche Rituale darstellen. Die Vergewaltigung und der Tod der jungen Frauen durch das Monster könnten auf Spuren von Bräuchen wie die Aggression von besessenen Praktizierenden, sexuelle tantrische Praktiken und gewalttätige Inhalte in populären tantrischen Texten hinweisen. Das Monster selbst könnte den lokalen Glauben an böse Geister repräsentieren.
Xavier Romero-Frias hat festgestellt, dass der allgemeine Ablauf der Legende wesentliche Ähnlichkeiten mit einer Geschichte aus dem alten Sanskrit-Text Panchatantra mit dem Titel „Nandapakarana“ aufweist.